# Linfocitopenia
La linfocitopenia es un estado en el que se tiene un nivel anormalmente bajo de linfocitos en la sangre. Los linfocitos son unos glóbulos blancos con importantes funciones en el sistema inmunitario. También se denomina linfopenia. El contrario es la linfocitosis, que se refiere a un nivel excesivo de linfocitos.
La linfocitopenia puede presentarse como parte de una pancitopenia, cuando se ha reducido el número total de todos los tipos de células sanguíneas. 

## Clasificación
En algunos casos, la linfocitopenia puede clasificarse a su vez dependiendo del tipo de linfocitos que ha disminuido. Si los tres tipos de linfocitos están inhibidos, entonces el término se utiliza sin más clasificaciones.
- En la linfocitopenia T, hay muy pocos linfocitos T, pero cantidades normales de otros linfocitos. Causa y se manifiesta como una deficiencia de células T. Suele tener como causa la infección por el VIH (que ocasiona el sida), pero puede tratarse de una linfocitopenia CD4+ idiopática (ICL), que es un trastorno heterogéneo muy raro que se define por recuentos de células T CD4+ por debajo de 300 células/μL, sin que exista cualquier condición de inmunodeficiencia conocida, como la infección por el virus de la inmunodeficiencia humana (VIH) o la quimioterapia.[2]

- En la linfocitopenia B, hay muy pocos linfocitos B, pero posiblemente cantidades normales de otros linfocitos. Causa y se manifiesta como una deficiencia inmune humoral. La causa suele ser los medicamentos que suprimen el sistema inmunitario.

- En la linfocitopenia NK, hay muy pocas células asesinas naturales, pero cantidades normales de otros linfocitos. Es muy poco común.

## Causas
La causa más común de la linfocitopenia temporal es una infección reciente, como el resfriado común. La linfocitopenia, pero no la linfocitopenia CD4+ idiopática, se asocia al uso de corticosteroides, a las infecciones por VIH y otros agentes víricos, bacterianos y fúngicos, a la desnutrición, al lupus eritematoso sistémico, al estrés severo, al ejercicio físico intenso o prolongado (debido a la liberación de cortisol), a la artritis reumatoide, a la sarcoidosis, a la esclerosis múltiple y a las afecciones iatrogénicas (causadas por otros tratamientos médicos).
La linfocitopenia es un resultado frecuente y temporal de muchos tipos de quimioterapia, por ejemplo, mediante agentes citotóxicos o fármacos inmunodepresivos. También causan linfocitopenia algunas malignidades que se han diseminado hasta afectar a la médula ósea, como la leucemia o la enfermedad de Hodgkin avanzada.
Otra causa es la infección por el virus de influenza A subtipo H1N1 (y otros subtipos del virus de influenza A). En ese caso, suele asociarse a menudo a la monocitosis. El H1N1 fue responsable de la gripe española, de la pandemia de gripe de 2009 y en 2016 de la epidemia de influenza en Brasil. La enfermedad del SARS provocó linfocitopenia. Entre los pacientes con COVID-19 confirmado por laboratorio que ingresaron hasta el 29 de enero de 2020 en Wuhan, China, tenía linfocitopenia el 83,2%.
Las grandes dosis de radiación, como las relacionadas con los accidentes nucleares o la radiación médica de todo el cuerpo, pueden provocar linfocitopenia.

## Diagnóstico
La linfocitopenia se diagnostica cuando el recuento sanguíneo completo muestra un recuento de linfocitos inferior al intervalo de referencia apropiado para la edad (por ejemplo, por debajo de 1,0 x 10(9)/L en un adulto).

## Pronóstico
La linfocitopenia provocada por infecciones tiende a resolverse una vez que la infección ha desaparecido. Los pacientes con linfocitopenia CD4+ idiopática pueden tener recuentos de células CD4+ anormalmente bajos pero estables, o recuentos de linfocitos CD4+ anormalmente bajos y en progresivo descenso; esta última condición es terminal.

## Otros animales
La linfocitopenia causada por el virus de la  leucemia felina y las infecciones retrovirales por el virus de inmunodeficiencia felina se trata con el modulador inmunológico de células T de los linfocitos.